# Westmediterrane Anemone
Die Westmediterrane Anemone (Anemone palmata), auch Handförmige Anemone genannt, ist eine Pflanzenart aus der Gattung der Windröschen (Anemone).

## Merkmale
Die Westmediterrane Anemone ist eine ausdauernde, krautige Knollenpflanze, die Wuchshöhen bis 15 Zentimeter erreicht. Die Grundblätter sind schwach dreilappig und nieren- bis fast kreisförmig. Die Stängelblätter weisen jeweils 3 bis 5 lineal-lanzettliche Abschnitte auf. Die 10 bis 15 Blütenhüllblätter sind gelb.

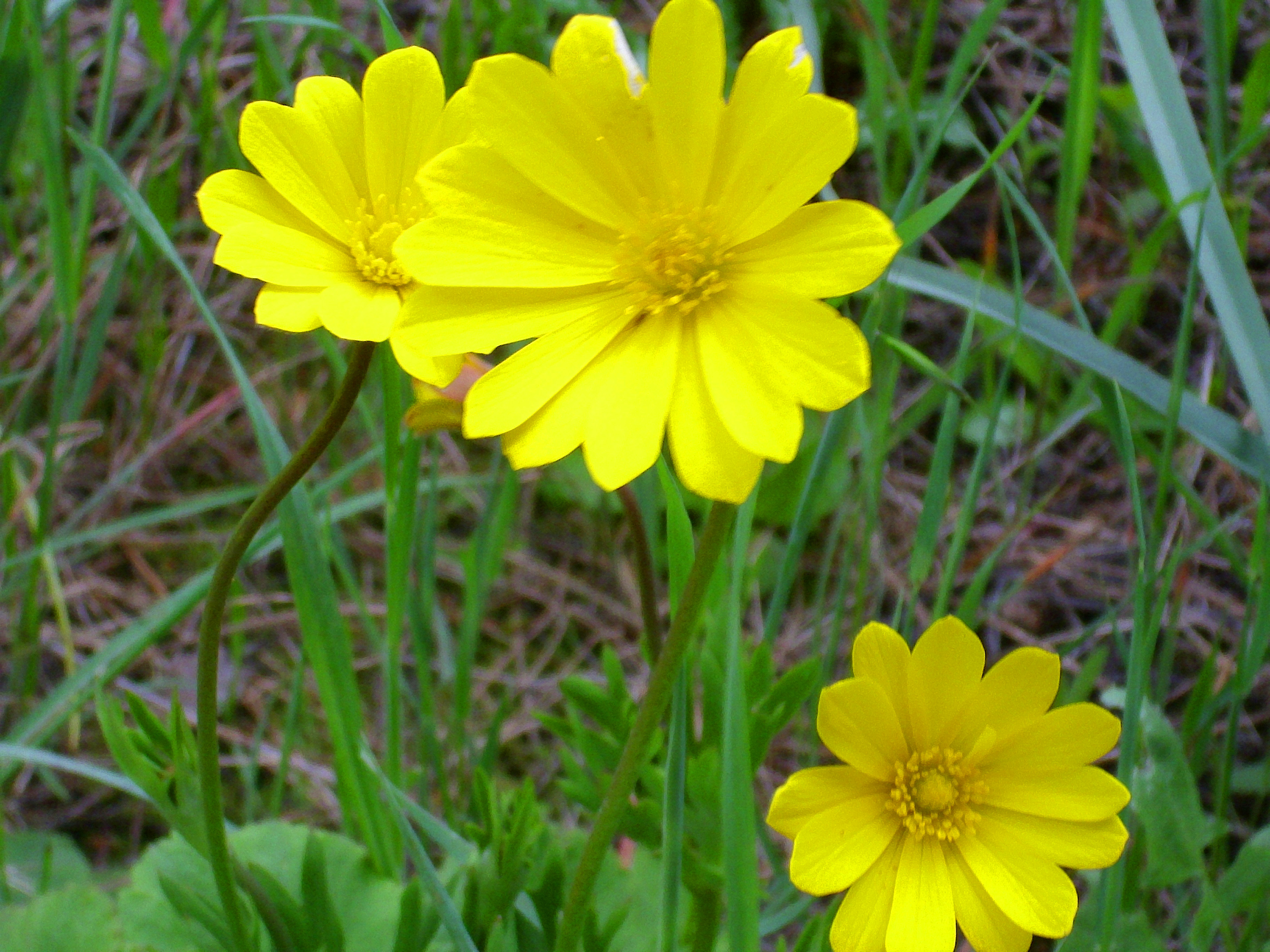
Westmediterrane Anemone (Anemone palmata)

Die Blütezeit reicht von Mai bis Juni.
Die Chromosomenzahl beträgt 2n = 16 oder 32.

## Vorkommen
Die Westmediterrane Anemone kommt im westlichen Mittelmeerraum auf Heiden und Weiden auf basischen und auf sauren Böden in Portugal, Spanien, Sardinien, Sizilien, Tunesien, Algerien und Marokko, früher auch in Frankreich, vor.

## Nutzung
Die Westmediterrane Anemone wird selten als Zierpflanze für Alpinhäuser und Steingärten in wärmebegünstigten Gebieten genutzt. Sie ist mindestens seit 1564 in Kultur. Die Sorte 'Flore Pleno' hat gefüllte Blüten.

## Belege
- Eckehart J. Jäger, Friedrich Ebel, Peter Hanelt, Gerd K. Müller (Hrsg.): Exkursionsflora von Deutschland. Begründet von Werner Rothmaler. Band 5: Krautige Zier- und Nutzpflanzen. Springer, Spektrum Akademischer Verlag, Berlin/Heidelberg 2008, ISBN 978-3-8274-0918-8, S. 135.
- Werner Greuter, Hervé-Maurice Burdet, Gilbert Long (Hrsg.): Med-Checklist. A critical inventory of vascular plants of the circum-mediterranean countries. Vol. 4: Dicotyledones (Lauraceae – Rhamnaceae). Conservatoire et Jardin Botanique, Genève 1989, ISBN 2-8277-0154-5, S. 394 (englisch)., online.